# Charles Nicolas Lafond
Charles Nicolas Lafond, känd som Lafond den yngre, född i 1774 i Paris, död där 16 januari 1835, var en fransk konstnär i den nyklassicistiska skolan. 

## Biografi
Charles Nicolas Raphaël Lafond föddes i Paris 1774. Han var son till målaren Léonard Dutronc, känd som Lafond, och Marie Jeanne Gauché. Sin första utbildning fick han av fadern, men han kom senare att bli elev hos Jean Simon Berthélemy, Joseph-Benoît Suvée och slutligen Jean-Baptiste Regnault. 
Lafond, som var positivt inställd till den tidens revolutionära idéer, deltog i revolutionskrigen 1792. Som del av konstskolans bataljon, en militär enhet som bestod av konstnärer, utmärkte han sig i slaget vid Jemmapes. I samband med detta, och för att gratulera honom för hans mod, gav hertigen av Chartres, med tiden Ludvig Filip I av Frankrike, honom sina egna pistoler.
Efter att ha plockat upp sina penslar igen började han regelbundet att ställa ut på Parissalongen mellan 1796 och 1834. Han fick en första klassens medalj för målningen Le Samaritain (Samariten) under 1804 års salong. Han belönades återigen med guldmedaljer vid 1808 och 1817 års salonger. Hans verk, bestående av mytologiska och historiska kompositioner, och även porträtt, speglar hans nyklassicistiska skolning. Som aktiv konstnär under första franska kejsardömet och även under Bourbonska restaurationen uppskattades han mycket av Ludvig XVIII, och han utförde även många uppdrag åt kungen. Ett av dessa verk, som fick uppmärksamhet, föreställde Maria Carolina av Bourbon-Bägge Sicilierna, då hon presenterade sin son Henrik V av Frankrike till folket och armén. 1825, vid Karl X av Frankrikes kröning, samarbetade han med Pierre-Luc-Charles Ciceri för utsmycknaden av Notre-Dame de Reims.
Han öppnade även en akademi för målning och teckning, och en av hans elever var konstnären Michel Marigny. Mellan 1817 och 1820 angavs Lafond som fänrik i Franska nationalgardets tredje legion i Paris. Vid sin död var han ledde han det fjärde kompaniet i den tredje bataljonen i samma tredje legion. Under en skjutövning i Courbevoie drabbades han dock av en stroke, som han avled till följd av två veckor senare i Paris, den 16 januari 1835. 
Lafond är begravd på Montmartrekyrkogården i Paris. Genom ett dekret den 19 oktober 1831 utsågs han till riddare av hederslegionen.

Verk av Charles Nicolas Lafond
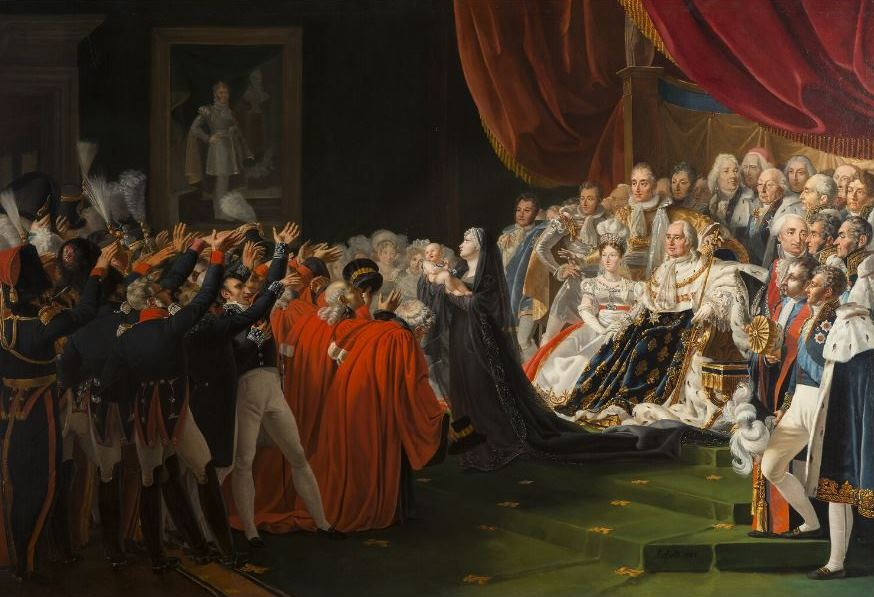
Hertiginnan av Berry presenterade sin son hertigen av Bordeaux inför folket och armén (1822), Versailles historiska museum.
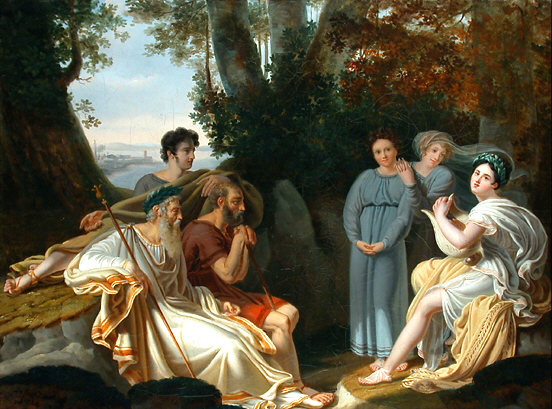
En blind Homeros tvingas tigga eller Sapfo sjunger för Homeros (1824), plats okänd.